# Gratifikationskrise
Gratifikationskrise bezeichnet ein von Johannes Siegrist postuliertes Modell der Krankheitsentstehung aufgrund einer mangelnden Entschädigung für erbrachte Leistungen.

## Modell
Nach dem Modell der Gratifikationskrise erkrankt eine Person dann, wenn sie sich stark verausgabt und dafür nicht in angemessener Weise entschädigt wird. Wenn der eigene Einsatz (etwa in Form von Engagement, Wissen, Zeit, Identifikation, Leistung und Persönlichkeit) nicht durch entsprechende Belohnung (etwa in Form von ausbildungsadäquater Beschäftigung, Lohngerechtigkeit, Arbeitsplatzsicherheit, Weiterbildungs-, Karriere- und Einflussmöglichkeiten) kompensiert wird, so entstehe dadurch das als „Gratifikationskrise“ bezeichnete Krankheitspotential.

## Forschung und Anwendung
Das von Johannes Siegrist 2015 veröffentlichte Buch Arbeitswelt und stressbedingte Erkrankungen gibt eine umfassende Übersicht über die internationalen Studien zu den möglichen Auswirkungen beruflicher Gratifikationskrisen auf die Gesundheit von Beschäftigten. Das Modell wird anhand eines psychometrisch getesteten Fragebogens gemessen, der in vielen Sprachen verfügbar ist.
Das Modell wird vor allem auf die Arbeitswelt angewendet. Hier sind insbesondere Arbeitnehmer in Berufen, die nur einer geringen Qualifikation bedürfen, betroffen. Diese verausgaben sich stark, erhalten jedoch nur geringe gesellschaftliche Belohnungen wie Geld oder Prestige. Die Prävention von Gratifikationskrisen ist daher auch ein Aspekt des betrieblichen Gesundheitsmanagements. Als Gründe, warum berufliche Gratifikationskrisen über längere Zeiträume von den Betroffenen hingenommen werden, nennt Siegrist eine Abhängigkeit auf Grund fehlender Alternativperspektiven auf dem Arbeitsmarkt, eine strategische Entscheidung mit dem Ziel der Verbesserung künftiger Karrierechancen oder eine übersteigerte Verausgabungsneigung als ein motivationsbezogenes Muster exzessiver Leistungsbereitschaft.

## Gesundheitliche Folgen
Gratifikationskrisen sind eine starke psychische Belastung. Dies führt laut Siegerist zur Entstehung von psychischen und psychosomatischen Erkrankungen.
Man kann das Modell der Gratifikationskrise auch auf nichtberufliche Situationen beziehen. So sind alleinerziehende Mütter oft betroffen. Dieser Personenkreis wird trotz seiner Verausgabung von der Gesellschaft nur wenig mit Geld oder Prestige belohnt. Tatsächlich gehören alleinerziehende Mütter zur Personengruppe, die am häufigsten an psychischen Krankheiten erkrankt.
Darüber hinaus ist dieses soziologische Modell auf weitere Formen erbrachter nützlicher Leistungen angewandt worden, bei denen das Fehlen angemessener Anerkennung die Gesundheit beeinträchtigt, so z. B. Pflege oder Ehrenamt.
Personen in der Gratifikationskrise verhalten sich weniger gesundheitsbewusst als andere Personen. Die Gratifikationskrise fördert das Stresstrinken und das Rauchen. Es ist nachweisbar, dass Personen aus der Unterschicht weit häufiger rauchen  als Personen aus anderen Schichten. Dies wird von Helmert und anderen auf die Gratifikationskrise zurückgeführt.
Es gibt eine Reihe von Krankheiten, die in der Unterschicht häufiger auftreten als in der Mittelschicht oder Oberschicht. Dazu zählen unter anderem Herz-Kreislauf-Erkrankungen, die meisten Krebsarten, Lebererkrankungen, Diabetes mellitus sowie psychische und Suchterkrankungen. Dies wird unter anderem auf Gratifikationskrisen zurückgeführt.
Studien zeigen auf, dass Ungleichgewicht zwischen Verausgabung und Belohnung mit bestimmten Biomarkern in Verbindung gebracht werden können.